# Confessions du christianisme
Pour un article plus général, voir Christianisme.
Cette page contient des caractères spéciaux ou non latins. S’ils s’affichent mal (▯, ?, etc.), consultez la page d’aide Unicode.
En 2015, le nombre total de chrétiens est évalué à 2,6 milliards, ce qui fait du christianisme la religion comptant le plus d'adeptes au monde. Les Églises chrétiennes sont regroupées en différentes confessions, dont les principales sont le catholicisme, le christianisme orthodoxe et le protestantisme (incluant son mouvement évangélique), représentant respectivement 51 %, 11 % et 38 % du total des chrétiens en 2017.
Chacune de ces confessions comporte des branches : le catholicisme avec l'Église catholique (divisée en Églises latine et catholiques orientales) ainsi que les Églises catholiques indépendantes, l'orthodoxie avec les Églises orthodoxes chalcédoniennes (ou des sept conciles), orthodoxes orientales (ou des trois conciles) et nestoriennes (ou des deux conciles) et le protestantisme avec l'adventisme, l'anabaptisme, l'anglicanisme, le baptisme, le calvinisme, le luthéranisme, le méthodisme et le pentecôtisme. Il existe également des groupes tenant une position marginale dans le christianisme comme les témoins de Jéhovah et les mormons.

## Tableaux synthétiques de l'évolution du christianisme et de ses branches

### Représentation multiconfessionnelle
Les fidèles de chaque confession chrétienne sont naturellement convaincus que leur confession représente la foi la plus proche du message christique, mais la plupart admettent l'idée qu'aucune ne peut se réclamer comme étant la seule et unique héritière du christianisme primitif, ce qui les rapproche de l'idée défendue par des historiens comme Walter Bauer ou Adolf von Harnack, selon lesquels aucune unité doctrinale n'existait dans l'église des premiers siècles. Dans le diagramme qui suit, la position des multiples branches n'a pas de signification autre que chronologique approximative, et l'Église catholique apparaît comme une confession parmi les autres.
Principales branches du christianisme
|                      |                                          |                                                    |                                                    |                                                    |                                                    |                                                    |                                                    |                                                    |                                                    |                                                    |                                                      |  |  |  |  |  |  |  |  |  |
|                      |                                          |                                                    |                                                    |                                                    |                                                    |                                                    |                                                    |                                                    |                                                    | Pentecôtisme                                       | Europe, Amérique du Nord                             |  |  |  |  |  |  |  |  |  |
|                      |                                          |                                                    |                                                    |                                                    |                                                    |                                                    |                                                    |                                                    | Baptisme                                           | Baptisme                                           | Europe                                               |  |  |  |  |  |  |  |  |  |
| Réforme radicale     | Réforme radicale                         | Réforme radicale                                   | Réforme radicale                                   | Réforme radicale                                   | Réforme radicale                                   | Réforme radicale                                   |                                                    | Anabaptisme                                        | Anabaptisme                                        | Anabaptisme                                        | Europe                                               |  |  |  |  |  |  |  |  |  |
|                      |                                          |                                                    |                                                    |                                                    |                                                    |                                                    |                                                    | 1525                                               | 1609                                               | 1901                                               |                                                      |  |  |  |  |  |  |  |  |  |
| Réforme XVIe siècle  | Réforme XVIe siècle                      | Réforme XVIe siècle                                | Réforme XVIe siècle                                | Réforme XVIe siècle                                | Réforme XVIe siècle                                | Réforme XVIe siècle                                | Protestantisme                                     | Protestantisme                                     | Protestantisme                                     | Protestantisme                                     | Europe, Amérique du Nord, Océanie                    |  |  |  |  |  |  |  |  |  |
|                      |                                          |                                                    |                                                    |                                                    |                                                    |                                                    |                                                    |                                                    |                                                    |                                                    |                                                      |  |  |  |  |  |  |  |  |  |
|                      |                                          |                                                    |                                                    |                                                    |                                                    |                                                    |                                                    | Anglicanisme                                       | Anglicanisme                                       | Anglicanisme                                       | Grande-Bretagne, Amérique du Nord, Océanie           |  |  |  |  |  |  |  |  |  |
| 1517                 | 1517                                     | 1517                                               | 1517                                               | 1517                                               | 1517                                               | 1517                                               |                                                    | 1530                                               | 1530                                               |                                                    |                                                      |  |  |  |  |  |  |  |  |  |
|                      |                                          |                                                    | Église catholique                                  | Église catholique                                  | Église catholique                                  | Église catholique                                  | Église catholique latine                           | Église catholique latine                           | Église catholique latine                           | Église catholique latine                           | Europe, Amérique (Nord et Sud), Philippines, Océanie |  |  |  |  |  |  |  |  |  |
|                      |                                          |                                                    |                                                    |                                                    |                                                    | Unions                                             | Unions                                             | Unions                                             | Catholicisme                                       | Catholicisme                                       |                                                      |  |  |  |  |  |  |  |  |  |
| Christianisme ancien | Christianisme ancien                     | Christianisme ancien                               | Grand schisme XIe siècle                           | Grand schisme XIe siècle                           | Grand schisme XIe siècle                           |                                                    | Églises catholiques orientales                     | Églises catholiques orientales                     | Églises catholiques orientales                     | Églises catholiques orientales                     | Europe de l'Est, Méditerranée orientale              |  |  |  |  |  |  |  |  |  |
| 431                  |                                          | 451                                                |                                                    |                                                    |                                                    |                                                    |                                                    |                                                    |                                                    |                                                    |                                                      |  |  |  |  |  |  |  |  |  |
|                      |                                          |                                                    | Églises orthodoxes                                 | Églises orthodoxes                                 | Églises orthodoxes                                 | Églises orthodoxes                                 | Églises orthodoxes                                 | Églises orthodoxes                                 | Églises orthodoxes                                 | Églises orthodoxes                                 | Europe de l'Est, Asie du Nord                        |  |  |  |  |  |  |  |  |  |
|                      |                                          |                                                    |                                                    |                                                    |                                                    |                                                    |                                                    |                                                    |                                                    |                                                    |                                                      |  |  |  |  |  |  |  |  |  |
|                      |                                          | Église des trois conciles ou orthodoxes orientales | Église des trois conciles ou orthodoxes orientales | Église des trois conciles ou orthodoxes orientales | Église des trois conciles ou orthodoxes orientales | Église des trois conciles ou orthodoxes orientales | Église des trois conciles ou orthodoxes orientales | Église des trois conciles ou orthodoxes orientales | Église des trois conciles ou orthodoxes orientales | Église des trois conciles ou orthodoxes orientales | Égypte, Arménie, Syrie, Éthiopie                     |  |  |  |  |  |  |  |  |  |
|                      |                                          |                                                    |                                                    |                                                    |                                                    |                                                    |                                                    |                                                    |                                                    |                                                    |                                                      |  |  |  |  |  |  |  |  |  |
|                      | Église des deux conciles ou nestoriennes | Église des deux conciles ou nestoriennes           | Église des deux conciles ou nestoriennes           | Église des deux conciles ou nestoriennes           | Église des deux conciles ou nestoriennes           | Église des deux conciles ou nestoriennes           | Église des deux conciles ou nestoriennes           | Église des deux conciles ou nestoriennes           | Église des deux conciles ou nestoriennes           | Église des deux conciles ou nestoriennes           | Irak, Iran, Inde                                     |  |  |  |  |  |  |  |  |  |

Abréviation de l'Église de rattachement actuelle
- ECR : Église catholique romaine
- Ortho. : Orthodoxe
- Prot. : Protestantisme
- Prot./a : Protestant anglican.

### Diagrammes comparatifs

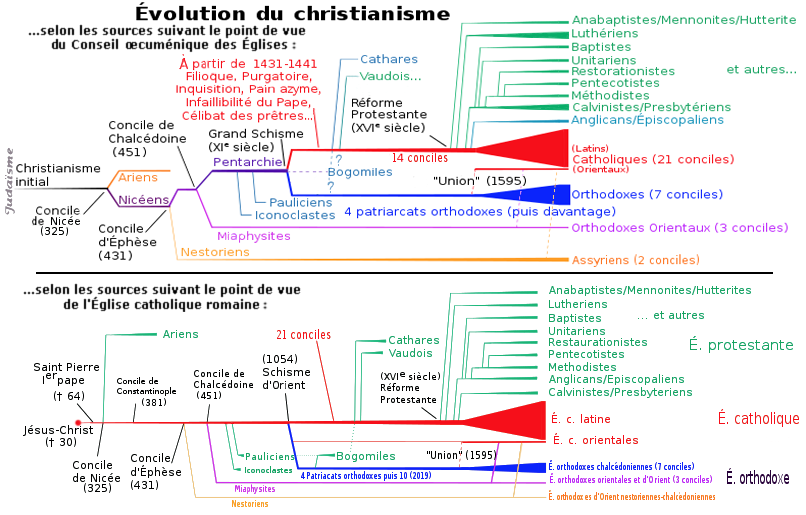
Diagrammes comparatifs des branches du christianisme selon les points de vue multiconfessionnel (haut) et catholique (bas), en conformité respectivement avec les sources suivantes : Walter Bauer Orthodoxy and Heresy in Earliest Christianity, Sigler Press 1996 ISBN 978-0-9623642-7-3 ; Adolf von Harnack Histoire des dogmes, Cerf 1993 ISBN 978-2-204-04956-6 (haut) et George Herbermann, Catholic Encyclopaedia ; Michel Le Quien Oriens Christianus, Typographia Regia, 1740 (bas).